# Jastrzębia (powiat kutnowski)
Jastrzębia – wieś w Polsce położona w województwie łódzkim, w powiecie kutnowskim, w gminie Oporów.
W latach 1975–1998 miejscowość należała administracyjnie do województwa płockiego.
W Jastrzębiej urodzili się m.in.:
- Jan Światłowski (1896–1940), major piechoty Wojska Polskiego.
- Zdzisław Jarosz (1932–2022), prawnik, doktor nauk prawnych, docent Uniwersytetu Warszawskiego